# Agostino De Nardi
Agostino De Nardi (Vittorio Veneto, 2 febbraio 1939) è un ex calciatore italiano, di ruolo attaccante.

## Carriera
Cresciuto nel Vittorio Veneto, ha militato in Serie A con la maglia del Palermo nella stagione 1961-1962, scendendo in campo una volta sola in quell'annata.
Ha disputato cinque stagioni in Serie B con Reggiana e Bari con 109 presenze e 15 gol. La carriera si completa con altri cinque campionati in Serie C con Fanfulla, Reggiana e Bari per un totale di 137 presenze e 41 gol.

## Palmarès

### Club

#### Competizioni nazionali
- Serie C: 2

Reggiana: 1963-1964
Bari: 1966-1967